# Solatopupa cianensis
Solatopupa cianensis ist eine Art der Kornschnecken (Chondrinidae) aus der Unterordnung der Landlungenschnecken (Stylommatophora). Die Art ist in einem sehr kleinen Gebiet in den Alpes-Maritimes (Südfrankreich) endemisch.

## Merkmale
Das spindelförmige Gehäuse ist 8,9 bis 11,3 mm hoch und 3,0 bis 3,6 mm breit. Es besitzt 6¾ bis 7¾ mäßig stark gewölbte Windungen und ein vergleichsweise langes, schlank kegelförmiges oberes Gehäuseende. Es ist hell hornbraun gefärbt, erscheint jedoch rötlich, da es meist von rötlichem Staub überzogen ist. Die Schale ist im Vergleich zu den anderen Solatopupa-Arten sehr dünn. Die Gehäuseoberfläche zeigt ziemlich regelmäßige, feine Radialrippen. Der nur wenige umgebogene Mündungsrand läuft scharf aus, die weiße Lippe ist kaum verdickt. Die Bewehrung der Mündung ist stark bis ganz reduziert (im Vergleich mit den anderen Solatopupa-Arten). Meist ist lediglich eine Spindellamelle ausgebildet. Dazu können eine jeweils schwach ausgebildete parietale Lamelle und eine obere palatale und eine untere palatale Lamelle kommen. Die letzte Windung ist nur angedeutet, etwas schief abgeflacht und an der Basis regelmäßig gerundet. Der Nabel ist offen, aber nur bei schräger Draufsicht zu sehen.

### Ähnliche Arten
Die Art unterscheidet sich durch das hell hornbraune Gehäuse, das aber meist durch Staubüberzug rötlich erscheint, und durch das relativ große Gehäuse mit der stark reduzierten Mündungsbewehrung von den anderen Solatopupa-Arten.

## Geographische Verbreitung und Lebensraum
Das Areal dieser Art ist auf ein sehr kleines Gebiet in Südfrankreich in den Gorges du Cians und Gorges du Daluis beschränkt. Sie kommt dort ausschließlich auf roten permischen Sandsteinen und Quarzporphyren vor. Die Art wird als ein Beispiel für eine relativ junge Artbildung durch Anpassung (rote Sandsteine und Quarzporphyre) an einen besonderen Lebensraum angesehen.

## Taxonomie
Das Taxon wurde 1910 von Eugène Caziot als Pupa cianensis erstmals beschrieben. Die Typlokalität liegt in den Gorges du Cian, südlich von Beuil (Alpes-Maritimes, Frankreich) auf der rechten Seite des Flusses in ca. 1200 m über Meereshöhe. Edmund Gittenberger beschrieb fünf Tiere aus den Gorges de Daluis (840 m über Meereshöhe).

## Gefährdung
Die Art wird von der IUCN aufgrund des sehr kleinen Verbreitungsgebietes als „vulnerable“ (gefährdet) eingestuft. Die wenigen Fundpunkte liegen zudem nicht in geschützten Gebieten.

## Belege

### Online
- AnimalBase - Solatopupa cianensis (Caziot, 1910)